# Strathcona Regional District
Strathcona Regional District är ett regionalt distrikt i provinsen British Columbia i Kanada. Det ligger i sydvästra delen av provinsen. Antalet invånare är 48 150 (år 2021) och arean är 18 244 kvadratkilometer.
I Strathcona Regional District finns kommunerna Campbell River, Gold River, Sayward, Tahsis och Zeballos samt Kyuquot/Cheklesahht (Ka:’yu:’k’t’h’/Che:k’tles7et’h’) First Nations.